# 提瓦坎
提瓦坎（Tehuacán），或譯特瓦坎、德華甘，是墨西哥普埃布拉州第二大城市，按2005年人口普查，城市人口有238 229人。
從考古發現推斷，從公元前3500年到2000年提瓦坎谷地已存在農業文明。